# Seznam sevillských biskupů a arcibiskupů
Toto je seznam biskupů a arcibiskupů sevillské (arci)diecéze ve Španělsku.

## Od počátků až do konce islámské nadvlády (1251)
- Marcelo během Deciova pronásledování
- Savino I. (+/- 287–300/306)
- Evidio (Evodio)
- Deodato (Deocleto)
- Semproniano
- Gemino (Quintino, Gentino)
- Glaucio (Claucio, Claudio)
- Marciano
- Savino II. (do 441, poprvé)
- Epifanio (441–461)
- Savino II. (461, podruhé)
- Oroncio (+/- 462–474)
- Zenón (+/- 476–486)
- Asfalio (+/- 486)
- Maximiliano (+/- 516)
- Salustio (+- 517–519)
- Crispino (+/- 522)
- Pigasio
- Estéban I.
- Teódulo
- Jacinto
- Reparato
- Estéban II. (do 578)
- Sv. Leandr (584–600)
- Sv. Isidor (600–636)
- Honorato (636–641)
- Antonio (641–655)
- Fugitivo (od 656)
- Bracario
- Julián (681)
- Floresindo (682–688)
- Felix (688–693)
- Faustino (693–693)
- Gabriel
- Sisberto (Sisiberto, Siseberto)
- Oppas (710–711)
- Nonito
- Elías
- Teodulfo
- Aspidio
- Humeliano
- Mendulano
- David
- Julián II.
- Teodula (Teudula)
- Juan I. (839–850)
- Recafredo (850–860)
- ? Desconocido (864)
- Juan II.
- Julián III. (937)
- Clemente (1144)
- 1145 – 1249: biskupství nebylo obsazováno

## Od obnovení v roce 1249
- Filip Kastilský (1249–1258)
  - Sancho (1259–1261), bratr Filipa, také arcibiskup toledský
- Raimundo de Losana (1259–1286)
- Fernando Pérez (Fernando, Ferrán, Ferrando, Ferrandus, Ferdinandus) (1286–1289)
- García Gutiérrez Tello (1289–1294)
- Sancho González (1294–1295 poprvé)
- Gonzalo (1295)
- Sancho González (1295–1299 podruhé)
- Juan Almoravid (Juan Almoravid, Juan Almoraviel) (1300–1302)
- Fernando Gutiérrez Tello (1303–1323)
- Juan Sánchez (1323–1348)
- Nuño de Fuentes (1349–1361)
- Alonso de Vargas (1361–1366)
- kardinál Pedro Gómez Álvarez de Albornoz (1369–1371)
- Fernando Álvarez de Albornoz (1371–1378)
- Pedro Gómez Barroso de Toledo (1379–1390)
- sede vacante
- Gonzalo de Mena y Roelas (1394–1401)
- Alfonso de Egea (1403–1417) (od 1408 administrátor)
- Diego de Anaya Maldonado (1418–1431 poprvé)
- Lope de Olmedo (1432) (administrátor)
- Juan de Zerezuela (1433–1434)
- Diego de Anaya Maldonado (1435–1437 podruhé)
- Gutierre Álvarez de Toledo (1439–1442)
- García Enríquez Osorio (1442–1448)
- kardinál Juan de Cervantes (1449–1453) (administrátor)
- Alonso de Fonseca y Ulloa (1454–1460 poprvé)
- Alonso de Fonseca (1460–1464) (administrátor)
- Alonso de Fonseca y Ulloa (1464–1473 podruhé)
- kardinál Pietro Riario (1473–1474)
- kardinál Pedro González de Mendoza (1474–1482) (administrátor)
- Iñigo Manrique de Lara (1483–1485)
- Rodrigo de Borja y Escrivá (1485)
- kardinál Diego Hurtado de Mendoza y Quiñones (1485–1502)
- Juan de Zúñiga y Pimentel (1503–1504)
- Diego de Deza, O.P. (1504–1523)
- kardinál Alfonso Manrique de Lara y Solís (1523–1538)
- kardinál García de Loaysa y Mendoza, O.P. (1539–1546)
- Fernando de Valdés (1546–1566)
- kardinál Gaspar de Zúñiga y Avellaneda (1569–1571)
- Cristóbal de Rojas y Sandoval (1571–1580)
- kardinál Rodrigo de Castro Osorio (de Lemos) (1581–1600)
- kardinál Fernando Niño de Guevara (1601–1609)
- Pedro Castro Quiñones (1610–1623)
- Luis Fernández de Córdoba (1624–1625)
- kardinál Diego de Guzmán y Haro (1625–1631)
- kardinál Gaspar de Borja y Velasco (1632–1645) (také arcibiskup toledský)
- kardinál Domingo Pimentel Zúñiga, O.P. (1641–1652)
- Agustín de Spínola Basadone (1645–1649)
- Pedro de Tapia, O.P. (1652–1657)
- Pedro de Urbina de Montoya, O.F.M. (1658–1663)
- Antonio Payno Osorio (1663–1669)
- Ambrosio Ignacio Spínola y Guzmán (1668–1684)
- Jaime de Palafox y Cardona (1684–1701)
- kardinál Manuel Arias y Porres, O.S.H. (1702–1717)
- Felipe Antonio Gil Taboada (1720–1722)
- Luis Salcedo Azcona (1722–1739)
- kardinál Luis de Borbón y Farnesio (1741–1754) (administrátor)
- kardinál Francisco de Solís Folch de Cardona (1755–1776)
- kardinál Francisco Javier Delgado Venegas (1776–1778) (také Patriarcha Západní Indie)
- Alonso Marcos de Llanes Argüelles (1783–1795)
- kardinál Antonio Despuig y Dameto (1795–1799)
- kardinál Luis María de Borbón y Vallabriga (1799–1814) (pak arcibiskup toledský)
- Romualdo Antonio Mon Velarde (1816–1819)
- kardinál Francisco Javier de Cienfuegos y Jovellanos (1824–1847)
- kardinál Judas José Romo y Gamboa (1847–1855)
- kardinál Manuel Joaquín Tarancón y Morón (1857–1862)
- kardinál Luis de la Lastra y Cuesta (1863–1876)
- kardinál Joaquín Lluch y Garriga, O.C.D. (1877–1882)
- kardinál Zeferino González y Díaz Tuñón, O.P. (1883–1885) (pak arcibiskup toledský)
- Bienvenido Monzón y Martín (1885)
- kardinál Zeferino González y Díaz Tuñón, O.P. (1886–1889, podruhé)
- kardinál Benito Sanz y Forés (1889–1895)
- kardinál Marcelo Spínola y Maestre (1895–1906)
- Salvador Castellote y Pinazo (1906)
- kardinál Enrique Almaraz y Santos (1907–1920) (pak arcibiskup toledský)
- kardinál Eustaquio Ilundáin y Esteban (1920–1937)
- kardinál Pedro Segura y Sáenz (1937–1957)
- kardinál José María Bueno y Monreal (1957–1982)
- kardinál Carlos Amigo Vallejo, O.F.M. (1982–2009)
- Juan José Asenjo Pelegrina (od roku 2009)